# Astrangia rathbuni
Espèce
Statut CITES
Astrangia rathbuni est une espèce de coraux de la famille des Rhizangiidae.

## Répartition
Astrangia rathbuni est une espèce de coraux tropicaux qui se rencontre dans l'Atlantique ouest.

## Description
Le plus grand spécimen en possession de Vaughan présentait un diamètre de 7 mm.

## Systématique
Le nom valide complet (avec auteur) de ce taxon est Astrangia rathbuni Vaughan, 1906,. L'holotype de cette espèce a été collecté dans le quartier de Paquetá à Rio de Janeiro.

### Étymologie
Son épithète spécifique, rathbuni, lui a été donnée en l'honneur du zoologiste américain Richard Rathbun (d) (1852-1918).

### Publication originale
- (en) T. Wayland Vaughan, « A new species of Coenocyathus from California and the Brazilian astrangid corals », Proceedings of the United States National Museum, Washington, Inconnu, vol. 30, no 1477,‎ 1906, p. 847–850 (ISSN 0096-3801 et 2377-6560, OCLC 1259735, DOI 10.5479/SI.00963801.30-1477.847, lire en ligne).